# Dżungla (singel)
Dżungla – singel polskiej piosenkarki Sylwii Grzeszczak.
Kompozycja znalazła się na 22. miejscu listy OLiA, najczęściej odtwarzanych utworów w polskich rozgłośniach radiowych. W maju 2024 singel uzyskał certyfikat złotej płyty.

## Geneza utworu i historia wydania
Utwór napisali i skomponowali Daria Marcinkowska, Deanna Walker, Kevin Zuber, Maciej Puchalski, Marcin Piotrowski i Sylwia Grzeszczak.
Singel ukazał się w formacie digital download 25 lutego 2022 w Polsce za pośrednictwem wytwórni płytowej Warner Music Poland.
Do utworu powstał teledysk, który udostępniono w dniu premiery singla za pośrednictwem serwisu YouTube.

## Pozycje na listach airplay
| Kraj   | Lista                          | Najwyższa pozycja |
| ------ | ------------------------------ | ----------------- |
| Polska | OLiS – oficjalna lista airplay | 22                |
| Polska | AirPlay – Nowości              | 1                 |